# 蔡萬里
蔡萬里（1547年—？），字巨卿，浙江紹興府蕭山縣人，軍籍，明朝政治人物。

## 生平
嘉靖四十三年（1564年）甲子科浙江鄉試第三十七名，萬曆五年（1577年）丁丑科會試第一百六十三名，登三甲第一百七十三名進士。官府同知。

## 家族
曾祖蔡寬；祖父蔡翼；父蔡時霶。母金氏；繼母孫氏。具慶下。